# Pierre Laffitte
Pierre Lafitte  (Béguey, 21 de febrero de 1823-París, 4 de enero de 1903) fue un filósofo positivista francés.

## Biografía
Nació en Béguey el 21 de febrero de 1823.
Atraído por el pensamiento de Auguste Comte en la década de 1840, fue su pupilo, y, tras la muerte de Comte en 1857, se convirtió en director de la escuela positivista ortodoxa.
Fue editor desde 1878 de la La Revue occidentale. Laffitte, que fue uno de los académicos presentes en la lista de la Liga de la Patria Francesa, organización antidreyfusard, falleció el 4 de enero de 1903 en su domicilio del número 126 de la Rue d'Assas.